# Santiago Pérez (beisbolista)
Santiago Alberto Pérez (Santo Domingo, 30 de diciembre de 1975) es un ex utility player dominicano que jugó en la Liga Mayor de Béisbol. Pérez fue un bateador ambidiestro, y lanzó a la derecho. Asistió al Liceo Víctor Estrella en Santo Domingo.
Originalmente firmado por los Tigres de Detroit en 1993 como amateur, Pérez nunca llegó más allá que a Clase-A en su organización, aunque sí mostró una buena velocidad, robándose 17 o más bases en tres ocasiones en las cinco temporadas que estuvo en la organización de ligas menores de los Tigres.
El 20 de noviembre de 1997, Pérez fue canjeado por Detroit, junto con Rick Greene y Mike Myers a los Cerveceros de Milwaukee a cambio de Bryce Florie. Pérez comenzó en Doble-A en 1998, pero al final de la temporada jugó algún que otro partido en Triple-A. Permaneció en el nivel de Triple-A hasta el 3 de junio de 2000, que es cuando hizo su debut en Grandes Ligas a la edad de 24 años. Se fue de 2-0 en su primer partido, y comenzó su carrera dando sólo dos hits en sus primeros 11 turnos al bate. Dio su primer hit contra Valerio de los Santos. Su temporada no mejoraría mucho después de su mal comienzo, de hecho, básicamente, seguiría siendo la misma. Terminó bateando .173 en 52 turnos al bate en su primera temporada. Fue sin embargo 100% exitoso en la categoría de robo de base, robándose cuatro bases en cuatro intentos.
En la temporada baja de 2000-2001, los Cerveceros enviaron a Pérez junto con un jugador a ser nombrado más tarde a los Padres de San Diego por Brandon Kolb y un jugador a ser nombrado más tarde. Los dos jugadores a ser nombrados terminaría siendo Will Cunnane de los Padres y el ligas menores Chad Green de los Cerveceros.
Aunque Pérez estuvo con un nuevo equipo, su suerte no mejoró mucho. Jugó 43 partidos con los Padres en el 2001, teniendo 81 turnos al bate. Estuvo involucrado en el no-hitter de A.J. Burnett en 2001, en el equipo perdedor. Se fue de 1-0 (ponchándose). En términos generales, terminó con 16 hits para un promedio de bateo de .198 en 2001, una ligera mejora respecto a la temporada anterior, pero siguió siendo un promedio pobre. El 1 de julio de 2001, terminaría por ser el último partido de Pérez en las Grandes Ligas. Tomó bases por bolas en su aparición en el plato sólo en ese partido.
Aunque su carrera en las Grandes Ligas había terminado, su carrera profesional no. De hecho, estuvo apareciendo en las ligas menores en fecha tan reciente como 2005, y en 28 partidos con el equipo Doble-A Frisco RoughRiders en el 2004, bateó para .387.
A pesar de que sus estadísticas de bateo no estaban a la altura de un jugador estelar, bateando para .188 sin jonrones y seis carreras impulsadas en 133 turnos al bate, aun así fue un activo muy valioso en cualquier el equipo, debido a su versatilidad defensiva. No sólo era capaz de jugar en los tres puntos del jardín, sino también en el campocorto y en la segunda base. Su porcentaje de fildeo fue de .926.